# 洗車
洗車（せんしゃ）とは、鉄道車両や自動車の車体の汚れを洗い落とすこと。
洗車は自動車のものとは限らず、鉄道車両の車体を洗うことも「洗車」という。だが当記事ではとりあえず自動車の洗車について説明する。

## 自動車の洗車の概要

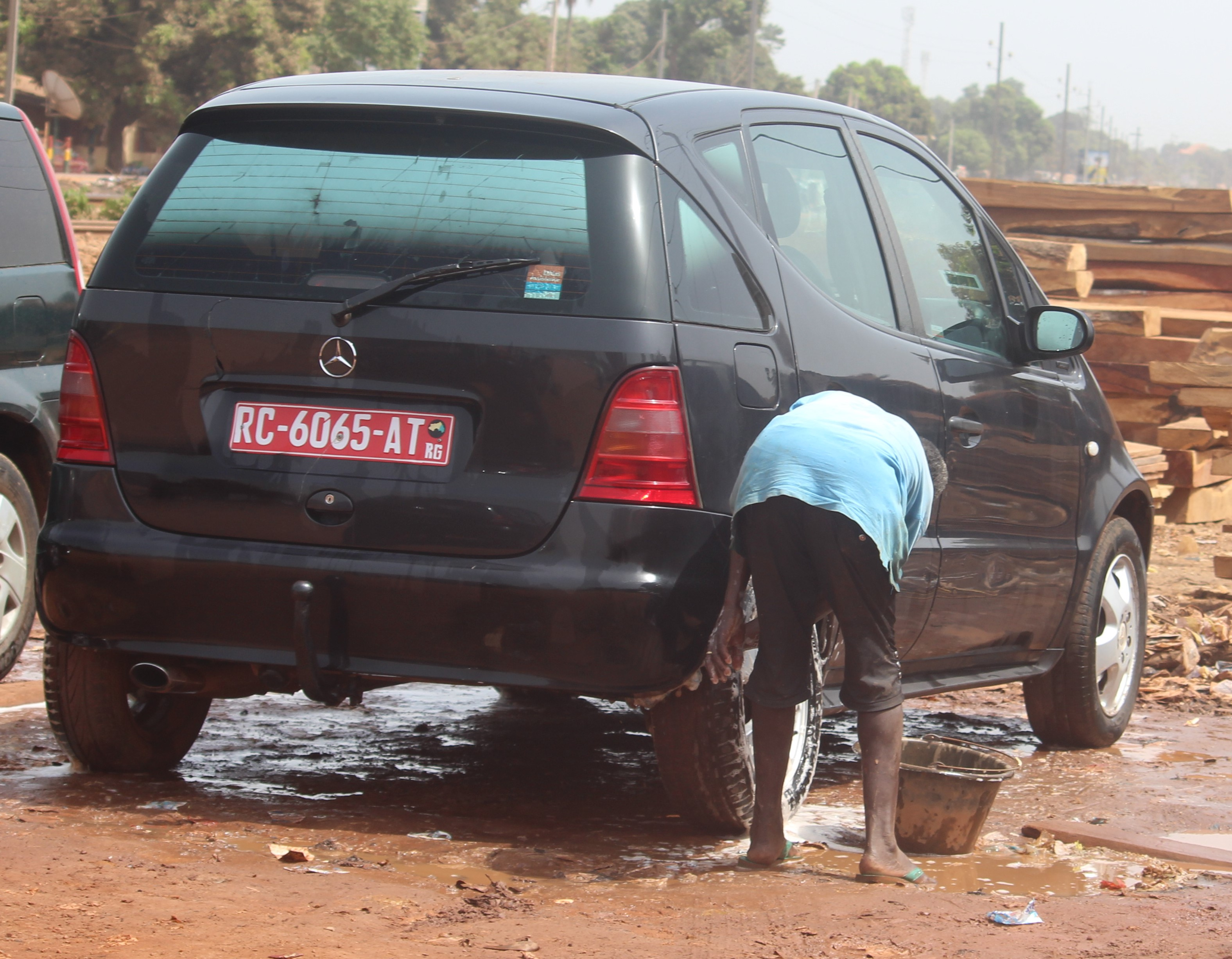
手作業による洗車

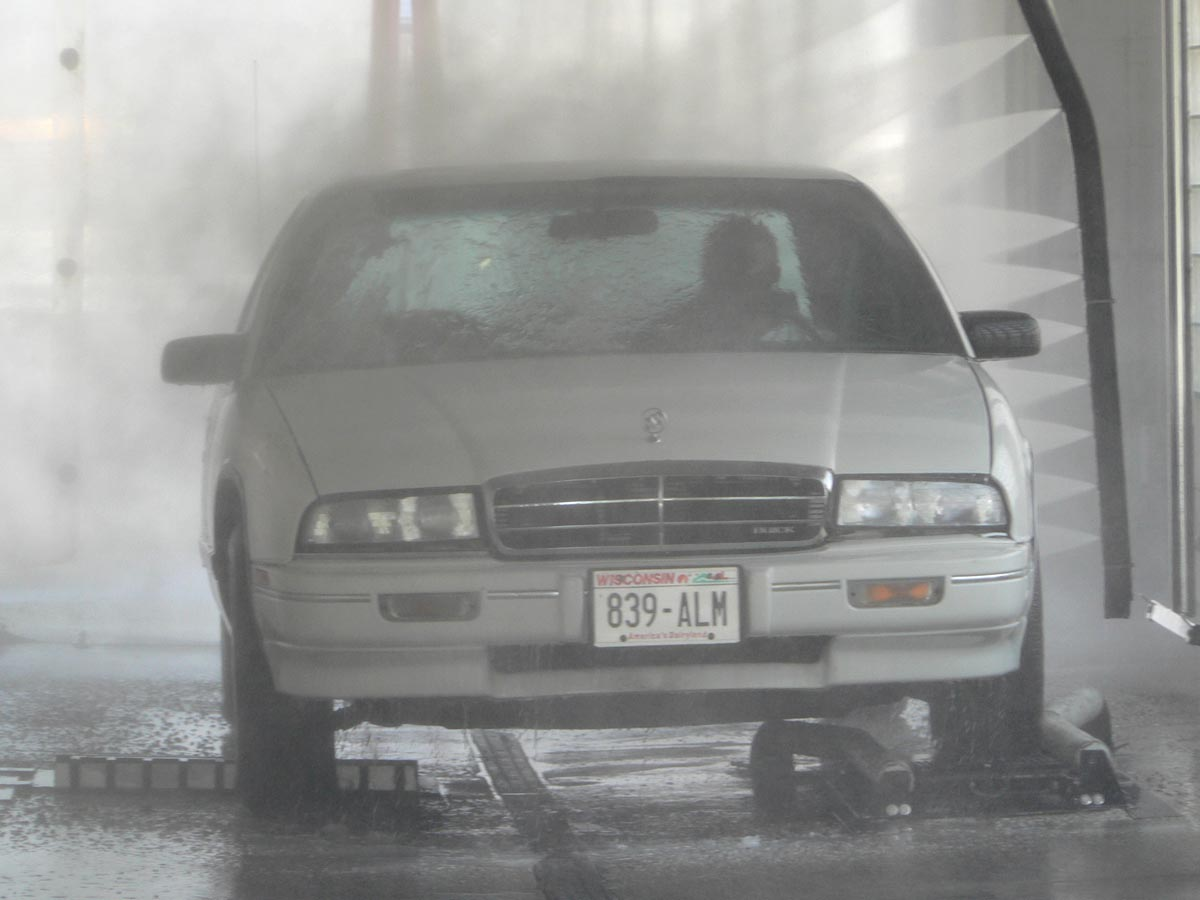
洗車装置（自走式）を使った洗車

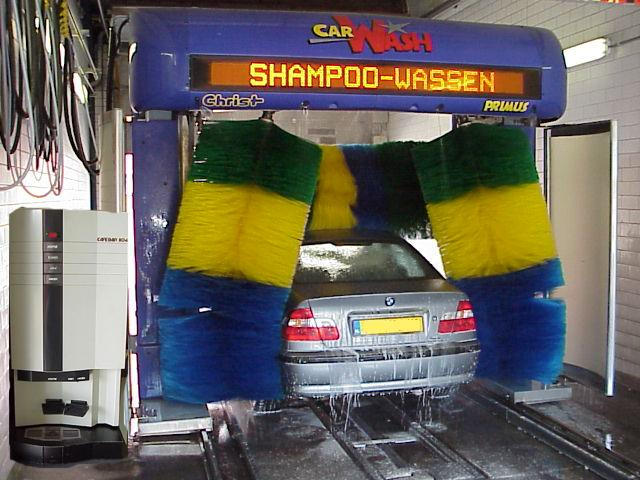
自動洗車機による洗車

自動車は使用に伴い、空気中の埃や土砂等によって車体が次第に汚れてくる。車体を「洗う」ことを洗車という。（なお、車内の塵を手で拾ったり掃除機をかけることは「洗車」とはいわず、「車内の掃除」という。）
洗車を実施するタイミングは、その所有者や使用者（オーナー）が判断するものであり明確な基準は存在しない。ただし汚れが激しいと、汚れの下で金属部分の腐食等が起きていても気づかない懸念があるので、自動車メーカーのほとんどが定期的な洗車を推奨している。
当記事では、洗車の種類、洗車をする理由、するタイミング、汚れの原因物質、具体的洗車方法などについて解説する。
- セルフサービス方式の、高圧スプレー（ウォーターガン）を使った洗車（ポーランド、2015年）
- 手洗いの洗車を仕事（有料）で行う人（カメルーン、ドゥアラ、2017年）
- トラックの洗車（ラオス、2010年）

洗車の種類・分類
洗車は、自動車のユーザー自身が実施する方法と、専門店等の業者に依頼する方法の2つに大別できる。
（洗車の方法には幾つかの種類があるが、その作業を自動車のユーザー自身が行う場合と、ガソリンスタンドや専門店等の業者に依頼する場合とで2つに大別できる。）またどちらの場合でも、主に人間の手作業による方法と、主に機械に作業を任せる方法がある。
洗車実施のタイミング
前述の通り、洗車を実施するタイミング、つまり「どこまで汚れたら洗車をするべきか」という判断は、ユーザーが決定するものであり、明確な判断基準というものは存在しない。ただし、汚損が進行すると車の外板（外装ボディパネル）や骨格、その他機械可動部分等に錆等の腐食が発生・進行したり、また堆積した汚れによって自動車各部の異常の発見が遅れること等が懸念される。そのため、自動車の適正保全や安全上の理由から、自動車メーカーのほとんどが定期的な洗車を奨励しており、多くの場合自動車の取扱説明書にその方法が記載されている。また、定期点検や車検点検時には下回り等の洗車が法令により求められているが、これは故障や不具合（あるいは不正）の確認に支障をきたすことがないようにするためである。また日本では、修理や定期点検等でカーディーラー等に車を預けた際に簡易的な洗車がなされて返却される場合が多く、その場合ほとんどが無償のサービスである。
洗車のタイミングや頻度は地域や文化（国や地方）によって異なるといわれている。例えば世界中で、洗車が実施されている割合が高くかつ頻度も高い国は日本であるといわれている。その背景には、日本は年間の降雨・雪日数が比較的多く汚損しやすいことや、自動車そのものが所有者の豊かさの象徴であり、見栄や世間体から綺麗さを保つ傾向が強いのではないか、ということ等があると考えられている。また、地域による洗車タイミングや方法の違いとして例えば日本であれば、降雪地帯では雪による汚損が激しく、また路上に散布される凍結防止剤や融雪剤が車体に与える影響（腐食しやすい）等を考慮し、特に下部（＝足回り・車体裏側）の洗浄を重点的に実施したりする。
汚れのもと
屋外で使用する自動車は大気中の様々な物質により汚れる（屋外に駐停車しているだけでも汚れる）。
汚れの原因物質はたとえば、チリ・埃、土砂（黄砂等を含む）、降雨の水滴、他車あるいは自車の排気ガスや油脂類等の排出物等、鳥類の糞、虫類の死骸、樹液、積み荷から出る成分、鉄道施設や工場施設等から出る鉄粉、その他大気を汚染している様々な成分、等である。
塗装の損傷
自動車の車体表面は一見、強そうであるが、実のところ表面は塗装膜であり、塗装膜は些細なことで傷が付きやすい。
自動車の車体の汚れの下で塗装が劣化したり、塗装が傷つき下の金属が、微細なサイズで、露出することもある。
塗装というものは弱いものであり、細かい傷（虫眼鏡などで観察すると見える大きさの傷）はいとも簡単に付いてしまう。例えば外装にうっすらと埃が付着した状態で手の平で撫でただけでも傷が付くし、衣服のファスナーや金属ボタンが擦れただけでも傷が付いてしまう場合がほとんどである。（極端な話、厳密にいえば、自動車は塗装を終えて工場を出た瞬間からミクロレベルの傷が付き始めていると言っても過言ではない。） 更には、洗車によっても傷が付く可能性は高いので、傷が付く程度を少しでも減らしたい場合は、幾つかの注意を払いながら作業を進める必要がある（ただし、塗料や塗装技術及び保護材等の技術の進歩により、それらの耐性そのものが進歩してきているので、細かな傷がつく可能性は僅かずつではあるが低下しつつある）。
因みに、これらの細かい傷は遠目からでは視認することは難しいが、車体に近づき、光源（太陽や明るい照明）をボディーに写りこませた状態で、光源とは反対からボディーを観察すると容易に確認できる。 特に、光源を中心に円を描く様に確認できる傷は、主に洗車時に微細な埃や土砂を含んだ状態でワックスがけ等を行った時にできたものの可能性が高く、一方、光源に対して線状に確認できる傷は、主に、微細な埃や土砂を含んだ状態で車体を布類で拭いた際にできた可能性が高い。また、機械式洗車（主にガソリンスタンド等に設置されている、門型の洗車機）を利用した際には円状と線状の両方の傷が付きやすい（昨今の洗車機は、この傷を付けにくくする工夫が施されている場合が多い）。

### 洗車方法の選択
洗車を実施するには、まず「ユーザー自身で実施する」のか、「ガソリンスタンドや専門店等の業者に依頼する」のか、どちらかを選択することになる。
何れの場合でも、その作業内容は「人間の手を使う方法（=手洗い洗車）」か、「主に機械に任せる方法（=機械洗車）」かで大別できるが、双方にはそれぞれ長所短所がある。いずれの場合も手順はおおむね同じであり、初めに付着した汚れを落とし、次に必要に応じてその後の汚れおよび損傷を少しでも少なくするための処置を施す。

#### 洗車場所
洗車が行われるのはおもに下のような場所である。
- （自家用車の場合）自宅の駐車場や月極駐車場など
- （組織保有の車の場合）組織の敷地内の駐車場など。たとえば消防車なら消防署の駐車場や車庫。警察車両なら警察署の警察車両の駐車スペースなど（しばしば警察署裏側などにあり一般市民には見えにくい）。
- ガソリンスタンド

洗車機を用いた機械洗車、作業員による手洗い洗車等がある。ただし洗車機がない店舗や、洗車そのものを受け付けていない店舗もある。
- コイン洗車場

多くの場合、車が数台～数十台停められる敷地に、幾つかの洗車ブースが仕切られ、そのブースの中で高圧洗浄機や洗車機、または大型掃除機等を用いて作業ができるようになっている。
それら機械は有料で、料金をその機械で支払うことで、定められた時間（回数）内で使用することができるものが大半である。中には洗車場の敷地に入場する時に入場料を支払うことで、中の機械を使い放題にしている洗車場も存在する。
- 洗車専門店

比較的本格的な洗車を希望するユーザーを対象に営業している専門店。汚損の洗浄に始まり、ボディのコーティング作業等も実施している店舗が多い。
作業内容は店舗やコース等によって多種多様であり、数百円の費用で数分で終了するものから、十万円以上の費用で複数日にわたって預かり作業をするものまで、幅広く存在する。
また、商業施設（デパート等）やホテルの駐車場や公共駐車場等に作業スペースを設け、ユーザーがそれら駐車場に車を停めている間、洗車を実施する専門店もある。
- 自動車用品店

カー用品店の中には、洗車を受け付けている店舗もあり、その場合、敷地内に本格的な洗車設備を備えていることが多い。
- 自動車ディーラー

新車・中古車の納車時や、車検整備や一般整備実施後のサービス等を目的に洗車をする機会が多いため、規模の違いはあるが洗車設備を備えている店舗が多い。
- 自動車整備工場

カーディーラー同様、整備実施後のサービス等を目的に、洗車設備を備えている店舗がある。
- 出張洗車

洗車用品を積んだバイクや車でユーザー宅へ訪問し、車を停めているその場で洗車を実施する業態もある。多くの場合は定期的な出張を長期契約することができる。
- コンビニ

コンビニに併設されたセルフ式洗車機。利用者が洗車機の操作パネルで希望の洗車コースを選び、現金またはキャッシュレスで支払う。
- バス用洗車場
- 特殊車両を洗車できる装置
- 日本の洗車場
- 日本のコイン洗車場
- コンビニのセルフ洗車機（日本）

## 具体的洗車手順

### 外装洗車の手順（手洗い）
極めてシンプルな洗車方法としては、ボディに水をかけスポンジ等で汚れを拭い、水で流し、布で拭き取るという工程になる。しかし、その方法だと洗浄が不十分なため、逆に汚損を悪化させたり、汚れを拭き伸ばすことでボディに傷を付けたりするリスクが高く、長期的な観点ではかえって車の汚損の程度を悪化させることに繋がりかねない。
そこで、上記リスクをなるべく低減させることを前提に、一般家庭における自家用車の洗車方法として、多くの専門書及び自動車専門誌等で論じられている一般的な洗車方法を、以下に記載する。
※ただし、作業方法によっては一部が省略・追加されたり、順番が前後したりする場合がある
※各種溶剤（=洗浄剤）やワックス・コーティング剤等の保護剤等の使用（=作業）に際しては、それらの説明書きに従うこと

#### 汚れの洗浄
- 下準備として、流水（水やぬるま湯）を用いてボディ表面に付着した埃・土砂等の汚れを落とす（これを怠ると、ボディ表面に沢山の汚れが付着したままの状態になり、洗車を進めてもかえってボディ表面に細かな傷を付けてしまうことに繋がりかねない）。
- タイヤハウス内の足回りやボディ下部、マフラー付近等には、比較的しつこい汚れが付着している場合が多いので、圧を高めた流水（ホース断面を指で潰す等）で忘れずに洗い流す。
- ホイールにはブレーキダスト（パッドから出たカス）等のしつこい汚れが付着しているので、専用の洗浄液やブラシ等を用いて落とす。（ボディ表面についた汚れよりもしつこい汚れであるケースが多いので、次工程であるボディ表面のシャンプー洗浄よりも先んじて行い、万一ホイール洗浄中にブレーキダストを含んだ泡等がボディ表面に付着してしまっても問題がないようにする）
- ボディ表面の汚れを、専用の洗浄液（カーシャンプー）を用いて洗い落とす。作業には専用のスポンジやモップ等を使用する。このとき、ボディパーツの隙間やワイパーブレードの停止位置等、汚れが溜まりやすい箇所の洗浄も忘れずに行う（ドア・トランク・ボンネット・給油口等の開口部に入り込んだ汚れもなるべく落とすことを忘れずに行う）。
- ボディ全体にシャンプー成分が残ることのないよう、流水を用いてよく洗い流す。
- ボディ表面の水分を拭き取る（ボディーパーツの隙間、ドアミラーの隙間、ドア等の開口部に水滴が残ることのない様に注意する）。

#### 表面の保護
- 専用のワックスやコーティング剤等を用いてボディ表面の保護を行う。施工手順は説明書きに従う。
- 一部を除き、ワックスやコーティング剤は塗布後に暫く放置し乾燥させ、その後柔らかい布等で拭き取る必要がある。拭き取りの仕方次第で洗車の仕上がりは異なってくるので、拭き取り残しやムラ等ができないように留意する。

#### その他
- ボディ表面に付着したザラツキのうち、流水で流しても落ちないザラツキの多くは、空気中の鉄粉等によるものが多い。シャンプー洗浄の後に専用の粘土を用いることで、ある程度除去することができる。
- ワックスやコーティング剤の中には、ボディ表面に水滴が残っている状態で施工が可能な商品もある。
- 塗装表面が劣化（塗膜の弱体化、ボディの錆等）している場合は、劣化を進行させることのないよう留意する。
- バンパーやグリル、タイヤ等の樹脂・ゴム部分には、専用の保護材が市販されており、任意で使用する。
- 洗車専門店等でコーティングを施工された車体は、単に水洗いで（若しくはコーティング車専用のカーシャンプーを用いて）洗浄をすれば、日頃の維持が可能である。ただし、コーティングの性能を持続させることを目的に、コーティング施工面にワックス等を上塗りすることを推奨している施工店もある。

### 外装洗車の手順（機械式）
機械式洗車機の動きの一例を以下に記載する。洗車機の形状はほとんどが門型で、機械の操作は設備を備える店舗の従業員が行うことが多い。
（ただし「セルフ洗車」と呼ばれる方式では、洗車機への車の移動、洗車コースの選択と料金の支払い等、その全行程あるいは一部をユーザー自身が行うことになる）
- 機械の中に車を停止させ、洗車機をスタートさせると、タイヤを載せたレールが動くことで、車が自動的に洗車機の中に引き込まれる（停止したままの場合もある）
- ボディに水をかけ、その後シャンプー成分を含んだ水をかけながら、回転するスポンジブラシ（布や複合素材の場合もある）がボディ表面やホイール等を回転しながら擦り洗いをする。この間、洗車機自体は前後どちらかに（あるいは往復で）動いており、車体の全体が洗浄される。
- 選択したコースによっては、ワックス成分やコーティング成分が射出され、ボディ全体を覆う（洗浄成分と同時に射出される場合もある）。
- 乾燥のため、洗車機から車体に向かった強力な風が吹きつけられ、水分が弾き飛ばされる（ただしボディパーツの隙間や、ドア等の開口部の中には水分が残ってしまう場合が多い）。

### 内装掃除の手順
- 下準備として、車内に積載されているフロアマットや、物品（用品）を全て車外に取り出し、掃除をしやすくする。
- 布製シートの場合は、座面や背面の埃を叩き出す（布団叩きの要領）。
- 掃除機を用いて、埃や細かいゴミ（食べカス等）を除去する。その際、ハタキ等を用いてエアコン送風口やオーディオスイッチ等の細かな部分の埃も掻き出す。
- ダッシュボード、インパネ周辺、ハンドル、センターコンソール、ドア、バックミラー等、あらゆる部分（ガラス以外）を水拭きする（しつこい汚れは洗浄剤を用いて除去する）。
- 車外でフロアマットの埃を除去する（しつこい汚れは水や洗浄剤を用いて除去する）。
- ガラスを水拭きする（しつこい汚れは洗浄剤を用いて除去する。ガラスの汚れは目立ちやすいが、掃除中に舞った埃等がガラスに付着しても、工程の最後に拭くことで目立ちにくくなる）。

## 洗車用品
洗車に用いる用品は、多数のメーカーから様々な商品が販売されている。購入先は自動車用品店（量販店）が一般的であるが、一部ガソリンスタンドやカーディーラーでも取り扱っていることが多い。また、コイン洗車場の中でも販売されていることが多く、中には飲料用自動販売機を改造し、洗車用品が購入できるようにされていることもある。

### 洗車用品の種類

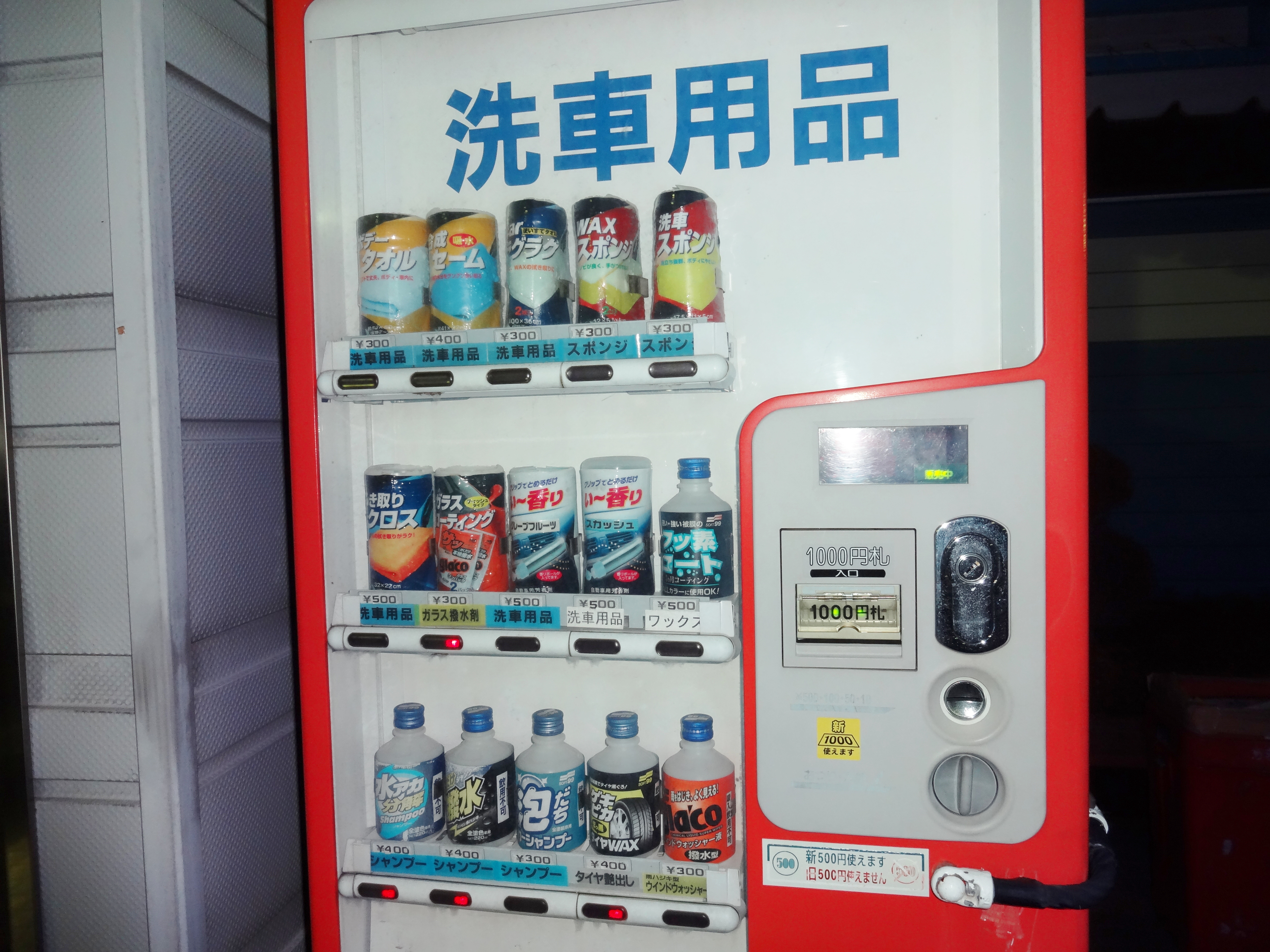
洗車用品の自販機

- ホース
- バケツ
- カーシャンプー
- スポンジ・モップ
- ホイール洗浄剤
- タイヤ・ホイール用ブラシ
- 水分拭取り用タオル
- 水分除去用ハンドワイパー
- 鉄粉除去用粘土（トラップ粘土）
- 下地調整用溶剤（水垢落とし溶剤等）
- 下地調整用溶剤（カー・コンパウンド等）
- カーワックス
- コーティング剤
- ワックス・コーティング塗布用スポンジ
- ワックス・コーティング用拭取り布
- タイヤ・プラスチック部品等の保護剤
- ガラス洗浄剤
- ホイールコーティング